# Roman Slaný
Roman Slaný (* 1. května 1964) je bývalý slovenský fotbalista, záložník. Po skončení aktivní kariéry působí jako trenér.

## Fotbalová kariéra
V československé lize hrál za Duklu Banská Bystrica a ZVL Žilina. Nastoupil v 69 ligových utkáních a dal 2 góly. Ve slovenské lize hrál za Baník Prievidza, nastoupil v 72 ligových utkáních a dal 5 gólů. Ve druhé nejvyšší soutěži nastoupil v 54 utkáních a dal 3 góly.

## Ligová bilance
| Ročník                                      | Zápasy | Góly | Klub                  |
| ------------------------------------------- | ------ | ---- | --------------------- |
| 1. slovenská národní fotbalová liga 1983/84 | 18     | 2    | Baník Prievidza       |
| 1. slovenská národní fotbalová liga 1984/85 | 29     | 1    | Baník Prievidza       |
| 1. československá fotbalová liga 1985/86    | 25     | 0    | Dukla Banská Bystrica |
| 1. československá fotbalová liga 1986/87    | 24     | 0    | Dukla Banská Bystrica |
| 1. československá fotbalová liga 1987/88    | 20     | 2    | ZVL Žilina            |
| 1. slovenská národní fotbalová liga 1988/89 | 7      | 0    | ZVL Žilina            |
| 1. slovenská národní fotbalová liga 1988/89 | 18     | 2    | Baník Prievidza       |
| Mars superliga 1993/94                      | 29     | 2    | Baník Prievidza       |
| Mars superliga 1994/95                      | 29     | 3    | Baník Prievidza       |
| Mars superliga 1995/96                      | 14     | 0    | Baník Prievidza       |
| CELKEM                                      | 141    | 7    |                       |